# Ашкрофтин
Ашкрофтин (рос. ашкрофтин; англ. aschcroftine; нім. Aschcroftin m) — мінерал, водний алюмосилікат калію і натрію з групи цеолітів.
Названий на честь відомого британського колекціонера мінералів Фредеріка Ноеля Ешкрофта (англ. Frederick Noel Ashcroft, 1878—1949).

## Загальний опис
Хімічна формула: KNaCaY2Si6O12(OH)10х4H2O або KNa(Ca, Mg, Mn)[Al4Si5O18]•8H2O.
Містить (%): K2О — 5,65; Na2О — 3,62; CaO — 5,72; MgO — 0,87; MnO — 0,79; Al2O3 — 26,61; SiO2 — 38,09; H2O — 18,4.
Сингонія тетрагональна. Густина 2,61. Колір рожевий. Габітус волокнистий, дрібні голочки. Спайність довершена, добра. Рідкісний.
Зустрічається в пегматитових гніздах, авгітових сієнітах в районі Нарсарсуака (Ґренландія). Заповнює пустоти в лужних основних та ультраосновних лавах на півд-зах. Уганди, асоціює з філіпситом та натролітом.